# Regency TR-1
Regency TR1 – pierwszy radioodbiornik tranzystorowy, jak również pierwszy powszechnie dostępny produkt tranzystorowy na rynku konsumenckim. Jego premiera miała miejsce 18 października 1954, a jego cena wynosiła 49,95 dolarów.

## Konstrukcja
Radioodbiornik Regency TR1 był superheterodyną skonstruowaną na 4 tranzystorach germanowych typu npn, zaś urządzenie zasilane było baterią o napięciu 22,5 V, której czas działania wynosił 20 godzin nieprzerwanej pracy. Radioodbiornik przeznaczony był wyłącznie do odbioru na falach średnich, jako że wykorzystanie fal ultrakrótkich nie było jeszcze powszechne. Rozmiary urządzenia wynosiły 7,62 cm szerokości, 12,7 cm wysokości i 3,2 cm głębokości, przy wadze 340 gramów. Radioodbiornik był dostępny w kolorach białym, czarnym, czerwonym i szarym. Późniejsze wersje były również dostępne w kolorach oliwkowym, zielonym, mahoniowym, lawendowym, perłowym i różowym.

## Historia

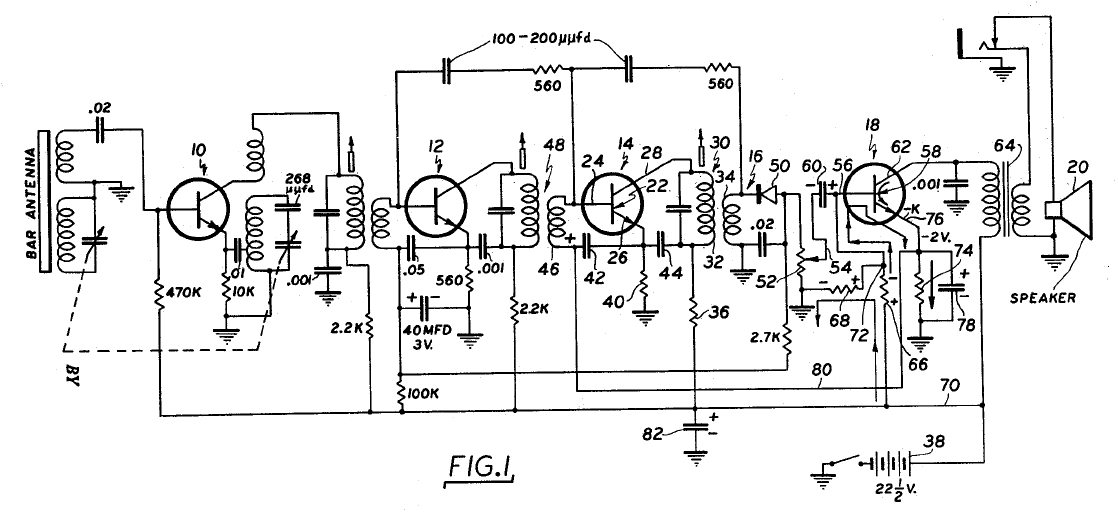
Schemat radioodbiornika

Tranzystor wynaleziono pod koniec lat czterdziestych XX wieku (nagroda Nobla z fizyki w 1956). W latach 50. tranzystory były jeszcze rzadko używane. Firma Texas Instruments, która produkowała tranzystory germanowe i wytworzyła pierwszy tranzystor krzemowy, usiłowała znaleźć na amerykańskim rynku producenckim przedsiębiorstwo, które wytwarzałoby radioodbiorniki przy użyciu ich tranzystorów. Poszukiwania dopiero po długim czasie zostały zwieńczone powodzeniem. Na eksperyment zdecydowało się niewielkie przedsiębiorstwo, Industrial Development Engineering Associates, które wcześniej zajmowało się budową domowych wzmacniaczy antenowych. Pracując nad odbiornikiem zdecydowano się maksymalnie ograniczać koszty, gdyż spodziewano się, że końcowa cena urządzenia nieuchronnie będzie dość wysoka. Był to ówcześnie najmniejszy radioodbiornik na świecie i o niespotykanym dotąd wyglądzie. Radioodbiornik został odznaczony nagrodą za wzornictwo, a także wystawiono go na paryskiej wystawie  American Art and Design Exhibition w roku 1955. Zakładano, że sprzeda się ok. 2,5 miliona urządzeń, jednak cięcia kosztów w procesie produkcyjnym spowodowały, że radioodbiornik funkcjonował poniżej oczekiwań, przez co ostatecznie sprzedano, według różnych szacunków, od 100 do 150 tys. egzemplarzy.